# Thomas Richez
Pour les articles homonymes, voir Richez.
Thomas Richez, né le 11 avril 1957 à Cambrai (Nord), est un architecte et urbaniste français.

## Principales réalisations

### France
- Pont de Croix-Luizet ;
- centre de maintenance du tramway de Reims ;
- gare de Champigny Centre

### Singapour
- Ambassade de France à Singapour[1] ;

### Malaisie
- hôtel de ville de Putrajaya.

## Fonctions
- 2002 à 2008 : président de l’AFEX ;